# 임상심리학
임상 심리학(臨床心理學, clinical psychology)은 심리학의 한 분야로  인문학, 사회학 등 인접 학문에서 연구된 이론을 부적응 문제 및 진단 치료에 적용하는 학문이다.
정신의학에서 치료 방법으로 사용된다.
시작은 1896년 L.위트머가 펜실베이니아대학에 몸이 불편한 아동을 위해 '심리클리닉'을 개설하고, 1909년 W.힐리가 소외되는 청소년들의 개진을 위해 마련한 시설을 시작으로 한다. 그 후 1930년대에 미국 전역에 정신분석학에 대해 사상이 뿌리내린 것과 컬럼비아대학에 정식으로 임상 심리학 관련 학과와 양성 코스가 생긴 것 등도 발전의 계기가 되었다.
하지만 임상 심리학의 발전에서 가장 큰 부분을 차지한 것은 제2차 세계 대전 당시 군인들이 다양한 심리적, 정신적 스트레스에 시달리면서 이들에 대한 치료 및 참전이 가능한 군인들을 선별하기 위한 진단검사의 필요성이 제기되면서 임상 심리학이라는 학문이 본격적으로 구도를 잡고 성립되었다.
인간의 심리적 문제의 진단과 치료를 담당하며 이때 진단을 할 때는 각종 임상 테스트나 임상진단기술을 이용한다. 그 와중에 지능이나 성격을 진단하는 검사도 있어 정신과적인 영역에서 많은 도움을 주고 있다.
현재 임상 심리학은 지능, 성격, 개성 등 많은 부분을 파악하고 있어 원래는 군인이나 어린아이에게 많이 적용되던 것이 그 영역을 확장해 청소년, 어른 등 사회 전반적으로 적용되고 그 치료방법이 사용되고 있다. 남은 임상 심리학의 과제는 지금까지 이뤄낸 이론적 연구를 실제 신경증이나 정신증, 스트레스를 치료하는 것이 주 목적이다.

## 관련 치료 방법

### 지시적 요법
이 경우 치료사가 직접적으로 조언을 건네거나 지시를 내리게 된다. 치료자가 올바르다고 믿는 대로 이끌어가는 것으로 치료자 중심의 요법이라고 할 수 있다. 대표적 예시로 지시적 카운슬링이 있다.

### 비지시적 요법
지시적 요법과 반대로 치료사의 역할이 상당 부분 줄어들고 환자 스스로 자신의 문제를 파악하여 정신적 문제를 해결할 수 있도록 도와주는 것이다.

### 집단 요법
집단으로 모여 그 효과를 극대화하는 것으로 집단 활동의 적응에 도움을 주게 된다. 일반 사람들이 흔히 알고 있는 심리 역할극 즉 사이코 드라마가 이 집단 요법의 대표적인 예시이다. 다른 예시로는 플레이 테라피나 토의법이 있으며 이 치료는 미국의 모레노가 확립하였다.
연기를 하며 관객들의 반응과 평가를 듣고 동료의 연기를 보며 문제점이나 행동 패턴을 파악하는 것이 전문가들의 조언과 치료보다 더 효과 있을 때 실시되는 요법이다.
사회에서 많은 문제를 해결하는데 도움이 될만한 요법이다.

### 행동 요법
행동 요법은 학습에 따른 행동 교정을 통해 치료하는 기법이다. 행동 요법은 임상 심리학보다는 행동 심리학에서 더 많이 적용되는 분야로 스키너나 파블로프의 개의 실험에서 기반하고 조건화의 기법을 이용하기도 하였다.

### 실존 분석 요법
실존분석(existential analysis 또는 Existenzanalyse)라고 불리며 일하는 능력이나 인생을 즐기는 능력 뿐 아니라 고뇌하는 능력을 지니도록 하는 것이 치료 목표이다.

## 임상심리사
임상심리학을 활용하여 심리적 문제가 있는 대상을 판단, 치료하고 연구하는 직업을 말한다. 병원의 정신과, 심리상담소 등에서 일한다. 정신과의사와의 차이점으로 임상심리사는 심리학적인 치료를 다루며, 정신과의사는 약물 치료를 포함한 정신의학적 치료를 다룬다는 점이다. 상담심리사와의 차이점은 상담심리사 또한 심리장애나 정신·병리를 다룬다는 심리학적 입장은 같지만 상담심리사는 심리적 이슈에 대해 스스로 문제해결능력을 갖출수있도록 돕는 입장을 견지한다면  임상심리사는 보다 직접적으로 개입하여 치료의 목적을 달성한다는 점에서 정신과의사와의 동일한 입장을 견지한다고 볼 수 있다.

### 대한민국
중앙고용정보원 조사에서 임상심리사의 월 평균 임금은 331만원으로 하위 25%는 100만원, 상위 25%는 500만원을 받는 것으로 나타났다.
- 임상심리사 1급 : 임상심리와 관련하여 2년 이상 실습수련을 받은 자 또는 4년 이상 실무에 종사한 자로서 심리학 분야에서 석사학위 이상의 학위를 취득한 자 및 취득예정자 등에게 임상심리사 1급의 응시자격이 주어진다.

- 필기시험 과목 : 임상심리연구방법론, 고급이상심리학, 고급심리검사, 고급임상심리학, 고급심리치료(객관식, 과목당 20문항, 150분)
- 실기시험 과목 : 고급 임상 실무(필답형, 3시간)
- 합격 기준
필기 : 100점을 만점으로 하여 매 과목 40점 이상, 전 과목 평균 60점 이상
실기 : 100점을 만점으로 하여 60점 이상
필기시험 면제 : 필기시험에 합격한 자에 대하여는 필기시험 합격자 발표일로부터 2년간 필기시험을 면제한다.
- 임상심리사 2급 : 임상심리와 관련한 실습수련을 1년 이상 받은 자 또는 2년 이상 실무에 종사한 자로서 대학졸업자 및 졸업예정자 등에게 응시자격이 주어진다. 임상심리사 2급 자격을 취득한 후 임상심리와 관련하여 5년 이상 실무에 종사한 자에게 임상심리사 1급의 응시자격이 주어진다.

- 필기시험 과목 : 심리학개론, 이상심리학, 심리검사, 임상심리학, 심리상담
- 실기시험 과목 : 임상 실무(필답형, 3시간)
- 공통 합격 기준

- 필기 : 100점을 만점으로 하여 매 과목 40점 이상, 전 과목 평균 60점 이상
- 실기 : 100점을 만점으로 하여 60점 이상
- 필기시험 면제 : 필기시험에 합격한 자에 대하여는 필기시험 합격자 발표일로부터 2년간 필기시험을 면제한다.
- 시행기관 : 한국산업인력공단

## 정신건강임상심리사
한편 정신건강임상심리사의 경우, 보건복지부에서는 대학교과 대학원의 임상심리 관련과목으로 필수과목 4과목과 분야별 선택과목 6과목 이수에 대해 고시하고있다.
대학교의 임상심리관련 과목
| 필수과목(4과목)           | 임상심리학, 이상심리학, 심리평가(또는 심리검사, 심리진단), 연구방법론(또는 심리통계, 심리설계) |
| 선택과목(29과목 중 6과목) | 상담심리학, 집단상담, 가족상담, 아동상담, 특수아상담, 신경심리평가, 아동심리평가, 심리측정 이론(이상 상담 및 치료/평가 및 측정 과목 중 택 1), 발달심리학, 생리심리학(또는 생물심리학), 신경심리학, 실험심리학, 학습심리학, 인지심리학, 언어심리학, 성격심리학, 사회심리학, 지각심리학, 동기 및 정서 심리학(이상 기초과목 중 택 3), 건강심리학, 성심리학, 법정심리학, 행동의학, 재활심리학, 발달정신병리학, 임상현장실습, 스트레스와 적응, 노인심리학, 청년심리학(이상 응용 과목 중 택 2) |

## 볼더모델
볼더 모델(Boulder Model)이라고도 불리는 과학자-전문가 모형(Scientist–practitioner model)은 응용 심리학자에게 통계학적 유의성에 기반하는 심리학적 임상 연구결과를 사용하는 입장뿐만아니라 이러한 심리학적 연구결과를 생산하는 입장의 순환적인 균형을 제시함으로써  치료를 위한 전문가의 입장뿐만아니라  과학적 실무의 기초를 제공하려는 심리학자의 수련 모델 프로그램이라고 할 수 있다.

## 같이 보기
- 반정신의학
- 응용심리학
- 임상신경심리학
- 임상시험
- 정신신경면역학